# Connarus pickeringii
Connarus pickeringii là một loài thực vật có hoa trong họ Connaraceae. Loài này được A.Gray mô tả khoa học đầu tiên năm 1854.